# Hans Helge Ott
Hans Helge Ott (* 1951 in Bremen) ist ein deutscher Hörspielregisseur, -autor und -sprecher.

## Leben
Bereits als Kind und später als Jugendlicher spielte Hans Helge Ott bei Radio Bremen Kinderrollen im Hörfunk. Nach einem erfolgreich abgeschlossenen Studium in Grafik-Design kam er wieder zum Rundfunk und arbeitet dort seit 1977 als Autor und Regisseur. 1986 wurde er Hausregisseur bei Radio Bremen, seit 2001 betreut er redaktionell die von Radio Bremen und dem Norddeutschen Rundfunk gemeinsam gesendeten, überwiegend niederdeutschen Hörspiele. Ott ist ferner Kolumnist bei Mare Radio und arbeitet gelegentlich auch fürs Theater, insbesondere das Ohnsorg-Theater, aus dem zwei seiner Inszenierungen in hochdeutscher Sprache im Fernsehen gesendet wurden.
Aus Otts eigener Feder stammt das Theaterstück Huus an't Meer, die Komödie Mixed company des britischen Autors Derek Benfield übertrug er auf der Grundlage der deutschen Übersetzung (Das Einmaldrei der Liebe) unter dem Titel Männer to'n utprobeern ins Plattdeutsche.
Hans Helge Ott inszeniert sowohl hoch- als auch niederdeutsche Produktionen, darunter die mehrteilige Serie Düsse Petersens, für die er auch einige Drehbücher schrieb, oder die Hörspiele um „Miesel“ nach den Geschichten des britischen Schauspielers Ian Ogilvy.

## Hörspielarbeiten

### Sprecher
|      | Titel                                                                | Regie            |
| ---- | -------------------------------------------------------------------- | ---------------- |
| 1958 | De Spinner                                                           | Walter Bäumer    |
| 1960 | De Trepp                                                             | Walter Bäumer    |
| 1961 | Die Zeiten ändern sich                                               | Oswald Döpke     |
| 1962 | Die Kartothek                                                        | Horst Loebe      |
| 1964 | Timm Thaler oder Das verkaufte Lachen (1. Teil)                      | Hans-Jürgen Ott  |
| 1965 | UC III, Allee 2                                                      | Curt Goetz-Pflug |
| 1970 | Gefährliche Freundschaft                                             | Bernd Wiegmann   |
| 1975 | Een Stück vun't Glück                                                | Bernd Wiegmann   |
| 1990 | Die Schipper-Kids (1. Folge: Die Schipper-Kids und das schwarze Faß) | Hans Helge Ott   |
| 1995 | Tintenfisch und Rolli (5. Teil: Ein anonymer Hinweis)                | Hans Helge Ott   |
| 2001 | Stopp!! (5. Teil: Mallorca in der Klemme)                            | Hans Helge Ott   |
| 2001 | Dat Swimmen in'n Speegel                                             | Hans Helge Ott   |
| 2004 | Elfstedentocht                                                       | Hans Helge Ott   |
| 2004 | Große Freiheit Nr. 7                                                 | Hans Helge Ott   |
| 2011 | Njorka un de Fents vun'n Sommer                                      | Ilka Bartels     |
| 2012 | Die Gallanos – Zirkus trifft Krimi (1. Folge: Verdammt fiese Diebe)  | Hans Helge Ott   |

### Autor
|      | Titel                                           | Co-Autor            | Regie               | Sprecher (Auswahl)                                               |
| ---- | ----------------------------------------------- | ------------------- | ------------------- | ---------------------------------------------------------------- |
| 1981 | Na Westen treckt de Treck                       | Michael Augustin    | Hans Helge Ott      | Uwe Friedrichsen, Joachim Cadenbach, Jens Scheiblich             |
| 1983 | Graf Dracula op Lüttjenoog                      |                     | Hans Helge Ott      | Gert Haucke, Jasper Vogt, Thomas Schiestl                        |
| 1986 | Four-Letter-Words                               |                     | Hans Helge Ott      | Elske Lück, Siemen Rühaak                                        |
| 1987 | Paradise Beach                                  |                     | Hans Helge Ott      | Gert Burkard und Bernd Kuschmann                                 |
| 1987 | Ein Segen für die Menschheit                    | Gottfried von Einem | Gottfried von Einem | Otto Sander, Otto Bolesch, Dietmar Mues                          |
| 1988 | Plaisir d'amour                                 | Gottfried von Einem | Hans Helge Ott      | Hannelore Elsner, Manfred Steffen                                |
| 1989 | Ein Anflug von Wahnsinn                         |                     | Hans Helge Ott      | Bodo Primus, Harald Halgardt                                     |
| 1990 | Stray Cat Blues                                 |                     | Hans Helge Ott      | Matthias Brandt, Hildegard Krekel, Sabine Postel                 |
| 1990 | Les mystères de Paris                           |                     | Hans Helge Ott      | Siegfried W. Kernen, Gisela Keiner, Josef Meinertzhagen          |
| 1997 | Cem Caminhos – Hundert Wege                     | Christiane Ohaus    | Hans Helge Ott      | Hans Peter Hallwachs, Walter Renneisen, Gabriela Maria Schmeide  |
| 1997 | Hier endet das Meer und das Land beginnt        | Christiane Ohaus    | Hans Helge Ott      | Christian Brückner, Burghart Klaußner, Hans Paetsch              |
| 1998 | Oh George!                                      |                     | Louise Rhode        | Friedrich W. Bauschulte, Gerd Duwner, Tilly Lauenstein           |
| 2000 | Stopp!! (1. Teil: Rum macht Kopfweh)            | Katrin Krämer       | Hans Helge Ott      | Jochen Schenck, Uta Stammer, Svenja Pages                        |
| 2000 | Stopp!! (2. Teil: Ein Papagei namens Yokohama)  | Katrin Krämer       | Hans Helge Ott      | Jochen Schenck, Uta Stammer, Svenja Pages                        |
| 2000 | Stopp!! (3. Teil: Das Knuddelmuddelschiff)      | Katrin Krämer       | Hans Helge Ott      | Jochen Schenck, Uta Stammer, Svenja Pages                        |
| 2001 | Stopp!! (4. Teil: Immer wieder angebrannt)      | Katrin Krämer       | Hans Helge Ott      | Jochen Schenck, Uta Stammer, Svenja Pages                        |
| 2001 | Stopp!! (5. Teil: Mallorca in der Klemme)       | Katrin Krämer       | Hans Helge Ott      | Jochen Schenck, Uta Stammer, Svenja Pages                        |
| 2002 | Ach, Götz!                                      |                     | Hans Helge Ott      | Konstantin Graudus, Ulrich von Bock                              |
| 2006 | Nackt in Berlin                                 | Gottfried von Einem | Gottfried von Einem | Hilmar Eichhorn, Thomas Kylau, Hendrik Duryn                     |
| 2011 | Düsse Petersens (1. Folge: Neue Heimat)         |                     | Hans Helge Ott      | Birte Kretschmer, Erkki Hopf, Ursula Hinrichs, Wilfried Dziallas |
| 2012 | Düsse Petersens (6. Folge: Baustellen)          |                     | Hans Helge Ott      | Birte Kretschmer, Erkki Hopf, Ursula Hinrichs, Wilfried Dziallas |
| 2013 | Düsse Petersens (12. Folge: Üm de Eck)          |                     | Hans Helge Ott      | Birte Kretschmer, Erkki Hopf, Ursula Hinrichs, Wilfried Dziallas |
| 2012 | Düsse Petersens (16. Folge: Schmerz lass nach!) |                     | Hans Helge Ott      | Birte Kretschmer, Erkki Hopf, Ursula Hinrichs, Wilfried Dziallas |
| 2015 | Düsse Petersens (20. Folge: Russische Mafia)    |                     | Hans Helge Ott      | Birte Kretschmer, Erkki Hopf, Ursula Hinrichs, Wilfried Dziallas |

### Regisseur (Auswahl)
| Jahr      | Titel                                                    | Sprecher (Auswahl)                                                            |
| --------- | -------------------------------------------------------- | ----------------------------------------------------------------------------- |
| 1975      | Gollen Hochtied                                          | Marga Maasberg, Heinrich Kunst                                                |
| 1977      | De sülvern Mööw                                          | Erika Rumsfeld, Heinrich Kunst                                                |
| 1979      | Reis’ na güstern                                         | Walter A. Kreye, Ursula Hinrichs, Jürgen Pooch                                |
| 1982      | Dat ole Huus von Tante Gertrud                           | Heidi Mahler, Hans-Jürgen Ott, Jasper Vogt                                    |
| 1984      | Ole Geschichten                                          | Rolf Nagel, Christa Wehling, Karl Otto Ragotzky                               |
| 1985      | Der Blick des Forschers                                  | Gernot Endemann, Wolf-Dietrich Berg                                           |
| 1985      | Pegasus                                                  | Hans Helmut Dickow                                                            |
| 1985      | Die Herzmaschine                                         | Dietmar Mues, Eva Brumby, Friedrich Schütter, Gerd Vespermann                 |
| 1986      | Seefieber                                                | Uwe Friedrichsen, Günther Jerschke, Gerda Gmelin, Ferdinand Dux               |
| 1987      | Das Wunschkind                                           | Marlies Engel, Peter Striebeck                                                |
| 1988      | Programmänderung                                         | Marion Breckwoldt, Dietmar Mues                                               |
| 1988      | Die Gedenktafel                                          | Erika Rumsfeld, Uwe Bohm                                                      |
| 1989      | Vertell wat vun fröher                                   | Ruth Bunkenburg, Erika Rumsfeld, Peter Kaempfe, Gert Haucke                   |
| 1989      | Altes Eisen                                              | Peter Buchholz, Sabine Postel                                                 |
| 1990      | Die Wahrsagerin                                          | Gerd Baltus                                                                   |
| 1990      | Kaba und Loyd schläft nicht                              | Erika Skrotzki, Friedhelm Ptok, Lutz Herkenrath, Ilse Biberti                 |
| 1991      | Doon un Laten                                            | Edgar Bessen, Fritz Hollenbeck, Wolf Rahtjen, Hanno Thurau                    |
| 1991      | Pink                                                     | Anke Engelsmann, Harald Halgardt, Hans Irle, Jürgen Thormann                  |
| 1992      | De hillige Jens-Dieter                                   | Ursula Hinrichs, Harald Halgardt, Edgar Bessen                                |
| 1993      | Autobiographie einer Leiche                              | Wolf-Dietrich Sprenger, Maren Kroymann, Horst Bollmann, Volker Bogdan         |
| 1993      | Chiffre, Chiffre                                         | Marion Breckwoldt, Wilfried Dziallas, Siemen Rühaak                           |
| 1994      | Rosa und Rosenbey                                        | Alf Marholm, Verena Wiet, Beate Hasenau, Thomas Kylau                         |
| 1994      | Das Fenster                                              | Stefan Wigger, Anke Sevenich, Gisela Keiner, Konstantin Graudus               |
| 1995      | Nachtzug                                                 | Rolf Nagel, Edgar Bessen, Thomas Kylau                                        |
| 1995      | Crime Comic                                              | Friedrich W. Bauschulte, Gerd Duwner, Marion Breckwoldt                       |
| 1996      | Nachtstück                                               | Wilfried Dziallas, Peter Kaempfe, Ulrich von Bock                             |
| 1996      | Die Strandpiraten (1. Teil)                              | Wilfried Dziallas, Uta Stammer, Renate Delfs, Jasper Vogt                     |
| 1996      | Supermarkt                                               | Gerda Gmelin, Ferdinand Dux, Konstantin Graudus, Irm Hermann                  |
| 1996      | Satansbraten                                             | Gert Haucke, Jürgen Thormann                                                  |
| 1997      | Heinz un Harry                                           | Jochen Schenck, Rolf Nagel                                                    |
| 1997      | Der Vogeleisammler                                       | Rufus Beck, Ben Hecker, Svenja Pages, Ursula Hinrichs                         |
| 1997      | Danz op'n Regenbagen                                     | Peter Kaempfe, Edda Loges, Wolfgang Schenck, Wilfried Dziallas                |
| 1997      | Der falsche Forscher                                     | Uwe Friedrichsen                                                              |
| 1997      | Picknick                                                 | Ulrike Grote                                                                  |
| 1997      | Ein einziger Tag im April                                | Burghart Klaußner, Konstantin Graudus                                         |
| 1997      | Eine orangene Rauchwolke                                 | Gert Haucke                                                                   |
| 1998      | Ich bin ein Mahnmal und ein immerwährender Kalender      | Ulrich Wildgruber                                                             |
| 1998      | Der Pirat im Schrank                                     | Wilfried Dziallas, Meike Meiners, Edgar Bessen, Hermann Lause                 |
| 1998      | Wasserköpfe, flaches Denken                              | Siegfried W. Kernen                                                           |
| 1998      | Paula & Co. (1. und 2. Teil)                             | Lutz Herkenrath, Beate Hasenau, Robert Eder, Marion Breckwoldt                |
| 1998      | Der Auftrag oder Die Sache mit Frazer                    | Dirk Böhling, Walter Renneisen, Gerlach Fiedler, Jürgen Thormann              |
| 1998      | Schluck!                                                 | Heinz Schubert, Hans-Peter Hallwachs, Anne Moll, Ingeborg Kallweit            |
| 1999      | Footstappen                                              | Rolf Nagel, Wilfried Dziallas, Birte Kretschmer                               |
| 1999      | Der Mond ist auf                                         | Ulrich Wildgruber, Konstantin Graudus                                         |
| 1999      | Das Geheimnis der Satanseiche                            | Horst Bollmann, Wilfried Dziallas, Gernot Endemann, Hans-Peter Hallwachs      |
| 2000      | Swien höden                                              | Rolf Nagel, Ruth Bunkenburg, Hilde Sicks                                      |
| 2000      | Präludium för Josse                                      | Birte Kretschmer, Wolf Rahtjen, Wolfgang Schenck, Meike Meiners               |
| 2001      | Grumbeline                                               | Matthias Matschke, Svenja Pages, Hermann Lause                                |
| 2001      | The Vertical Line                                        | Peter Striebeck                                                               |
| 2002      | „Das gibt es nicht!“ oder „Der letzte Schneeball trifft“ | Henning Venske, Benjamin Utzerath, Douglas Welbat                             |
| 2002      | De eerste Liek                                           | Ulrich von Bock, Peter Heinrich Brix, Sandra Keck                             |
| 2002      | Havanna, Havanna, Zigarren, Zigarren                     | Wilfried Dziallas, Ursula Hinrichs, Jasper Vogt, Jochen Schenck               |
| 2003      | De lesen-Moritz                                          | Jochen Schenck, Ursula Hinrichs, Uta Stammer, Erkki Hopf, Rolf Bohnsack       |
| 2003      | Tebbe is doot                                            | Wilfried Dziallas, Uta Stammer, Rolf Bohnsack, Wolfgang Schenck               |
| 2004      | Leckspoor                                                | Till Huster, Robert Eder, Jens Scheiblich                                     |
| 2004      | Mittsommernachtsdröömen                                  | Wilfried Dziallas, Ursula Hinrichs, Jens Scheiblich, Svenja Pages             |
| 2005      | Antje Peters’ Weg                                        | Ursula Hinrichs, Rolf Nagel                                                   |
| 2006      | Utstüürt                                                 | Frank Grupe, Meike Meiners, Erkki Hopf, Oskar Ketelhut, Birte Kretschmer      |
| 2006      | Rehn Dogs                                                | Svenja Pages, Lutz Herkenrath                                                 |
| 2006      | Ünner den Melkwoold                                      | Walter Kreye, Rolf Nagel, Claus Boysen, Ursula Hinrichs, Jochen Schenck       |
| 2007      | Dat Weltgesetz                                           | Joachim Bliese, Meike Meiners, Wolfgang Schenck                               |
| 2009      | De Füerpüster                                            | Ursula Hinrichs, Uta Stammer, Wilfried Dziallas, Till Huster, Sandra Keck     |
| 2009      | De Mafia is överall                                      | Erkki Hopf, Frank Grupe, Robert Eder, Till Huster                             |
| 2009      | Blauwaterseilen                                          | Wilfried Dziallas, Edda Loges, Erkki Hopf, Robert Eder                        |
| 2010      | Wilma un Karl                                            | Edgar Bessen, Beate Kiupel, Gerd Spiekermann, Christian Seeler, Meike Meiners |
| 2010      | De Fru in'n Daak                                         | Wilfried Dziallas, Edgar Bessen, Erkki Hopf                                   |
| seit 2011 | Düsse Petersens                                          | Birte Kretschmer, Erkki Hopf, Ursula Hinrichs, Wilfried Dziallas              |
| 2011      | Schattenkind                                             | Anne Moll, Erkki Hopf, Beate Kiupel, Birte Kretschmer                         |
| 2011      | Das Greenhorn                                            | Reiner Schöne, Max Hopp, Wolfgang Völz, Carl Heinz Choynski                   |
| 2012      | Der Schatz im Silbersee                                  | Guntbert Warns, Oliver Stritzel, Dieter Landuris                              |
| 2012      | Hilfe, die Herdmanns kommen                              | Stephan Schad, Hans Peter Korff, Siegfried W. Kernen, Gerd Baltus             |
| 2013      | Swartsuer                                                | Uta Stammer, Edda Loges, Heidi Mahler, Joachim Bliese                         |
| 2013      | Der Rächtschraipkönich                                   | Matthias Brandt, Inga Busch, Jonathan Dümcke                                  |
| 2014      | Tiedenwessel                                             | Birte Kretschmer, Peter Kaempfe, Oskar Ketelhut, Till Huster                  |
| 2014      | Die Schatzinsel                                          | Frank Jordan, Walter Kreye, Nina Petri, Konstantin Graudus                    |
| 2014      | So un anners                                             | Walter Kreye, Wilfried Dziallas, Uta Stammer, Sabine Kaack                    |
| 2015      | Rogge                                                    | Erkki Hopf, Oskar Ketelhut, Birte Kretschmer, Harald Maack                    |
| 2015      | Flora und das Eichhörnchen aus dem Staubsauger           | Konstantin Graudus, Anne Moll, Jens Wawrczeck                                 |
| 2016      | De Hund von Buscherby                                    | Rolf Petersen, Oskar Ketelhut, Beate Kiupel, Uta Stammer                      |

## Filmografie
- 1977: Das Rentenspiel (als Schauspieler)
- 1989: Alles oder nichts (Regie)
- 2007: Frühstück bei Kellermanns (Regie)

## Auszeichnungen
- 1990: Hörspiel des Monats Juli für Total real von Jens Hagen
- 1992: Hörspiel des Monats November für Big Bang von Friedrich Bestenreiner
- 1995: Hörspiel des Monats Februar für Kein Frühling, kein Herbst von Conny Frühauf